# The Tracey Ullman Show
A The Tracey Ullman Show amerikai televíziós sorozat, amelyet James L. Brooks alkotott meg. A műsorvezető Tracey Ullman volt. 1987-től 1990-ig adták az amerikai tévékben.
A Simpson család első alkalommal 1987. április 19-én jelent meg a sorozatban, mint két perces műsor.

## A műsor sztárvendégei
- Paula Abdul
- Mel Brooks
- Michael Cerveris
- George Clinton
- Clarence Clemons
- Glenn Close
- Tim Curry
- Fran Drescher
- Doris Grau
- Kelsey Grammer
- Matt Groening
- Marilu Henner
- Carole King
- Cheech Marin
- Andrea Martin
- Steve Martin
- Maureen McGovern
- Matthew Perry
- Jim Piddock
- Billy Preston
- Bill Pullman
- Keanu Reeves
- Cesar Romero
- Isabella Rossellini
- Nick Rutherford
- Martin Short
- Steven Spielberg
- Betty Thomas
- Michael Tucker

## Epizódok
| Évad | Évad | Epizódok | Eredeti sugárzás     | Eredeti sugárzás |
| Évad | Évad | Epizódok | Évadpremier          | Évadzáró         |
| ---- | ---- | -------- | -------------------- | ---------------- |
|      | 1    | 13       | 1987. április 5.     | 1987. július 19. |
|      | 2    | 22       | 1987. szeptember 27. | 1988. május 8.   |
|      | 3    | 22       | 1988. november 6.    | 1989. május 21.  |
|      | 4    | 24       | 1989. szeptember 10. | 1990. május 26.  |